# Лаїш Ештеван Рібейру Карвальйо
Лаїш Ештеван Рібейру Карвальйо (порт. Laís Estevam Ribeiro Carvalho; нар. 26 листопада 2000) — бразильська футболістка, півзахисниця.

## Життєпис
Вихованка «Португези»У 2017 році захищала кольори бразильського клубу «Тіжер», за який виступала в молодіжній Лізі Пауліста (4 матчі, 1 гол).
Під час зимової перерви сезону 2018/19 років приєдналася до «Львів-Янтарочки». У футболці львівського клубу дебютувала 12 квітня 2019 року в програному (0:7) виїзному поєдинку 12-о туру чемпіонату України проти харківського «Житлобуду-1». Лаїс вийшла на поле в стартовому складі та відіграла увесь матч. Єдиними голами у футболці «Львів-Янтарочки» відзначилася 22 квітня 2019 року на 13-й та 55-й хвилинах переможного (7:1) домашнього поєдинку 13-о туру чемпіонату України проти уманських «Пантер». Естеван вийшла на поле в стартовому складі, а на 60-й хвилині її замінила Надія Іванченко. У складі «левиць» зіграла 6 матчів у чемпіонаті (2 голи). За підсумками сезону 2018/19 років «Львів-Янтарочка» фінішувала на 4-у місці, окрім цього команда дійшла до 1/2 фіналу кубку України. 20 червня 2019 року ФК «Львів» оголосив про розформування жіночої команди, а всі гравчині команди отримали статус вільних агентів.
Викликалася до жіночої молодіжної збірної Бразилії WU-19.